# Планка Пикатинни

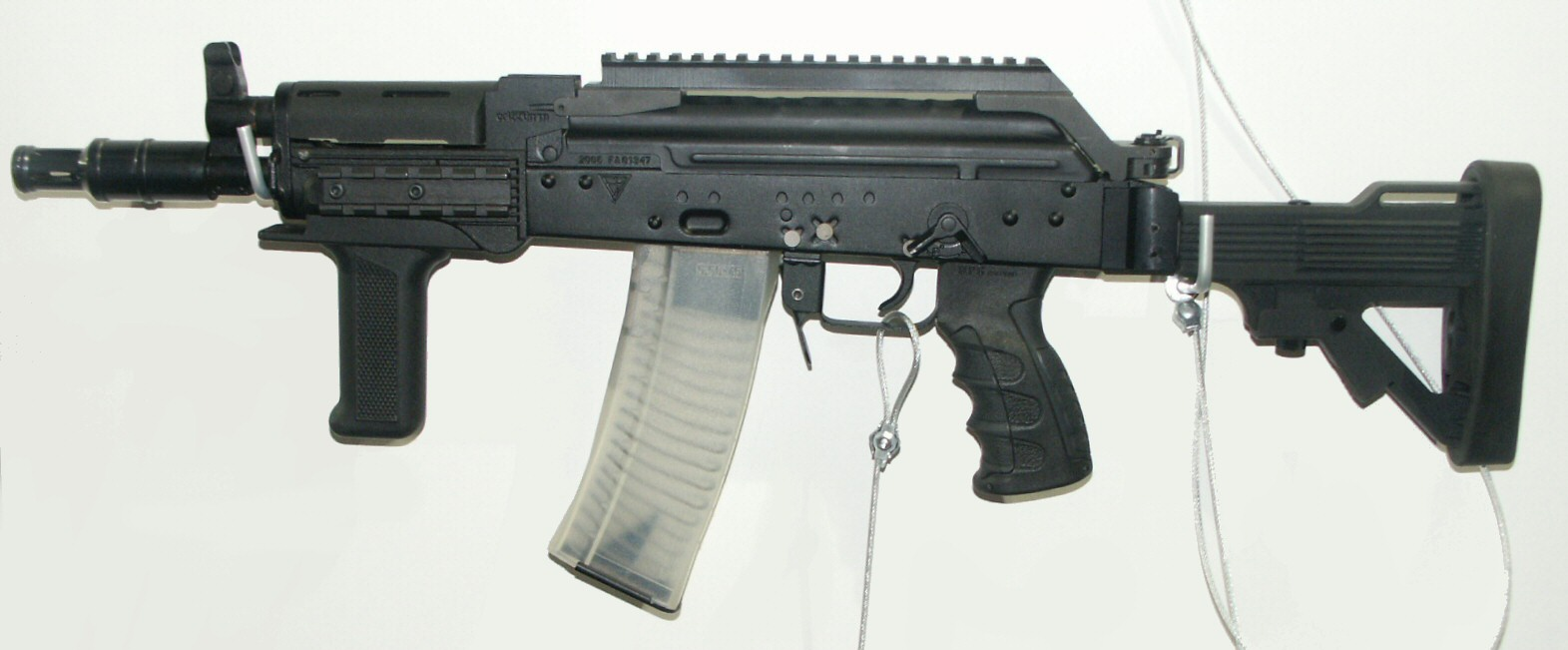
Планки STANAG 2324 на FB Mini-Beryl

Чертёж крепления (размеры указаны в дюймах)

Планка Пикатинни (англ. Picatinny rail) — система рельсового крепления, кронштейн, используемый на различных видах стрелкового вооружения для обеспечения унификации креплений прицелов (оптических, коллиматорных) и прочих вспомогательных принадлежностей, в том числе тактических фонарей, лазерных целеуказателей, сошек и др. Военный стандарт MIL-STD-1913 разработан и опубликован государственным арсеналом «Пикатинни арсенал». Распространен и употребляется в странах НАТО в соответствии с соглашением по стандартизации STANAG 4694.

## Описание
В поперечном сечении планка напоминает букву «Т» c широкой вертикальной линией. Приспособления устанавливаются на планку, при этом есть возможность их передвижения по рельсу вперёд-назад или жёсткой фиксации посредством болтов, тисков или рычагов.
Для крепёжных стяжек, а также во избежание смещения закреплённых приспособлений при отдаче и деформации крепления при термическом расширении и охлаждении ствола во время стрельбы, в планке через равные промежутки проделаны поперечные прорези. Их размеры стандартизированы, и большое количество принадлежностей использует прорези для фиксации от перемещений.
Размер прорези — 0,206″ (около 5,2 мм). Интервал между центрами — 0,394″ (около 10 мм), глубина — 0,118″ (около 3 мм).
Отличие планки Пикатинни от планки Вивера заключается в размерах прорезей, таким образом, бо́льшая часть навесного оборудования может использоваться на креплениях обоих типов.

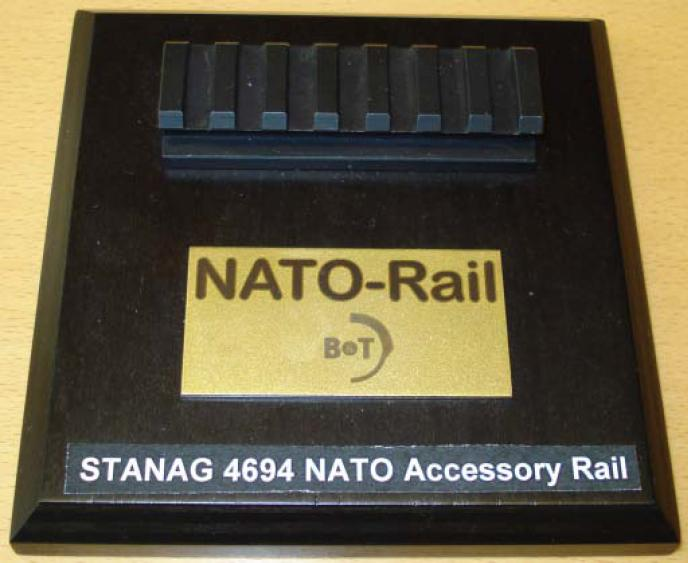
Планка аксессуаров стандарта STANAG (STANAG 4694, NATO Accessory Rail)

С мая 2009 года в НАТО действует стандарт планки аксессуаров НАТО (STANAG 4694, NATO Accessory Rail), обратно совместимый с планкой Пикатинни. В новом стандарте добавлены метрические размеры планки, изменены замеры и допуски. Вместо использования только наклонных граней рекомендуется использовать для фиксирования также верхнюю поверхность планки. Также в НАТО принят стандарт новой планки STANAG 4740/ AEP-90, который предусматривает электропитание принадлежностей и механически совместим с требованиями STANAG 4694.
С недавнего времени применяется в российском стрелковом оружии (АК-12).